# Pocisk balistyczny

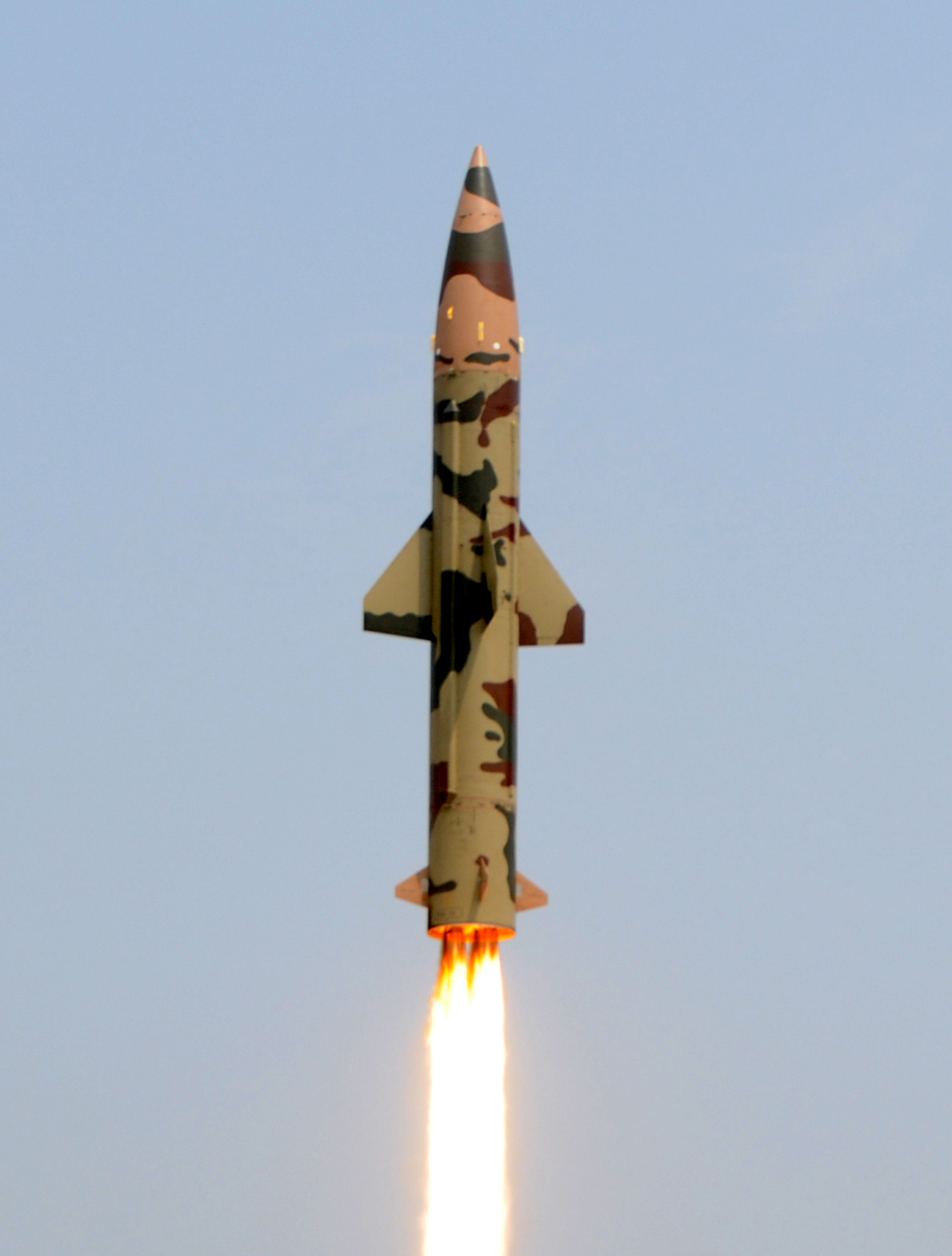
Pocisk balistyczny Prithvi

Pocisk balistyczny – rodzaj pocisku, którego najistotniejszymi cechami są: lot po krzywej balistycznej z napędem silnikowym jedynie w początkowej części trasy oraz wyposażenie w układ kontroli i naprowadzania. W pierwszym etapie pocisk jest napędzany silnikami rakietowymi, dalsze etapy lotu odbywają się dzięki energii kinetycznej i grawitacyjnej nadanej pociskowi w fazie silnikowej. Pociski balistyczne mogą przenosić w głowicy bojowej broń konwencjonalną bądź masowego rażenia na duże odległości.

## Geneza
Pierwsze prace teoretyczne związane z balistyczną odmianą pocisku rakietowego, związane są z badaniami Konstantina Ciołkowskiego. W roku 1903 ten rosyjski uczony polskiego pochodzenia w artykule „Badanie przestrzeni świata przy pomocy urządzeń odrzutowych” (Issledowanije mirowych prostranstw rieaktiwnymi priborami) wyłożył teorię lotu rakiety z uwzględnieniem zmiany masy. W roku 1929 Ciołkowski opracował teorię ruchu rakiet wielostopniowych w ziemskim polu grawitacyjnym, sformułował podstawy teorii silnika rakietowego na paliwo ciekłe, zastosowanie w rakietach stabilizatorów żyroskopowych, chłodzenie komory spalania silnika rakietowego składnikami paliwa oraz zaprojektował wiele rakietowych mieszanek paliwowych.
W roku 1917 Robert Goddard ze Smithsonian Institution w USA opatentował wynalazek poprawiający w znaczny sposób wydajność zespołu napędowego przez dodanie do silnika rakietowego na paliwo ciekłe dyszy de Lavala. Rozwiązanie to podwajało ciąg silnika rakietowego przez zwiększenie prędkości gazów wylotowych i wywarło wielki wpływ na nieco późniejsze prace czołowych twórców napędu rakietowego – Hermanna Obertha i zespołu Wernhera von Brauna.

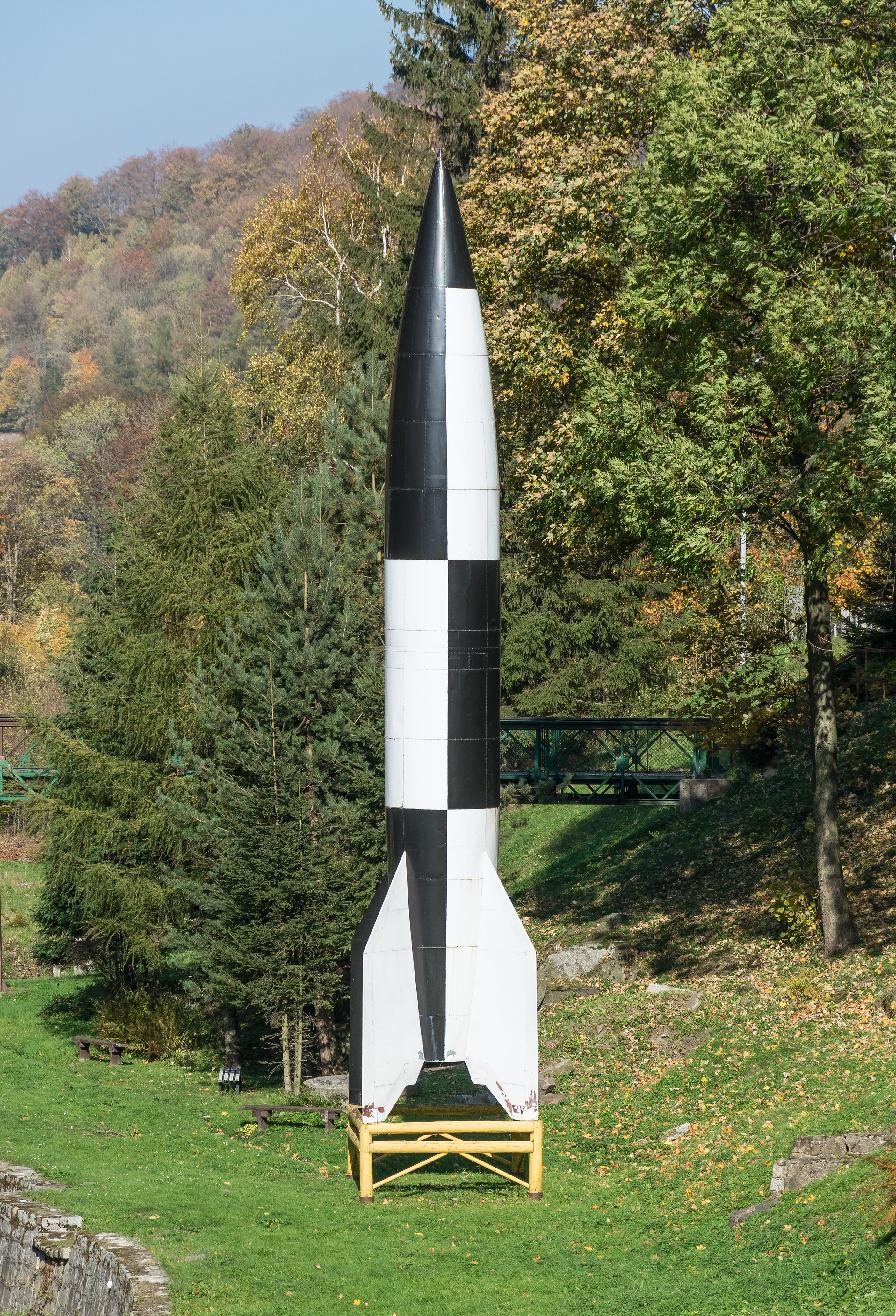
Pierwszy seryjnie produkowany pocisk balistyczny Vergeltungswaffe-2 (V-2)

W latach dwudziestych XX wieku, zespoły naukowe kilku krajów prowadziły badania i eksperymenty nad technologiami rakietowymi. Dzięki eksperymentom związanym z napędem rakietowym na paliwo ciekłe oraz systemami naprowadzania, na czoło badań nad technologiami balistycznymi wysunęły się jednak Niemcy. Prace zespołu Wernhera von Brauna, pozwoliły Niemcom na opracowanie kompletnej technologii i wdrożenie do produkcji rakietowego pocisku balistycznego V-2 (Vergeltungswaffe-2), który został pierwszym w historii rakietowym urządzeniem balistycznym, które nie tylko wdrożone zostało do produkcji, lecz także – w trakcie II wojny światowej – wykorzystane bojowo. Pocisk ten stał się następnie bazą i podstawą dalszego rozwoju cywilnych rakiet nośnych oraz balistycznych pocisków rakietowych zarówno w ZSRR, jak i w Stanach Zjednoczonych, które wkrótce stały się liderami rozwoju tych technologii.
Po zakończeniu wojny duża grupa naukowców i konstruktorów programu V-2 została aresztowana, wielu z nich – w tym kierujący programem Wernher von Braun – zostało przewiezionych do USA, gdzie stanowili następnie trzon personalny programu balistycznego US Army. Związek Radziecki dla przechwyconych przez siebie niemieckich specjalistów programu V-2 utworzył pierwotnie ośrodek naukowo-badawczy Institut Rabe w Bleicherode koło Nordhausen, gdzie mieli kontynuować swoją pracę. W ośrodku tym, obok Siergieja Korolowa, pod nadzorem pracował także jeden z przełożonych niemieckiego programu rakietowego w ośrodku Heeresversuchsanstalt w Peenemünde – Helmut Gröttrup. 22 października 1946 roku NKWD aresztowało jednak niemieckich naukowców wraz z rodzinami oraz specjalistami innych dziedzin techniki wojskowej i tę grupę około pięciu tysięcy osób wywieziono w głąb ZSRR, gdzie mieli kontynuować swoje prace pod ścisłym nadzorem.
W konsekwencji, niemieccy konstruktorzy V-2 wnieśli znaczący wkład do rozwoju zarówno amerykańskich, jak i radzieckich programów balistycznych. Rywalizacja między tymi dwoma państwami wkrótce stała się najsilniejszym motorem rozwoju technologii rakietowych pocisków balistycznych.

## Podział pocisków balistycznych
Rakietowe pociski balistyczne kategoryzowane są w zależności od ich zasięgu, rozumianego jako maksymalny dystans od punktu startu do celu, mierzony po powierzchni ziemi. Wiele krajów stosuje własne podziały w tym zakresie, jednakże dominującą role pełnią podziały stosowane w Stanach Zjednoczonych oraz Rosji, przy czym podział amerykański jest najpowszechniej rozpoznawalny. Pociski można sklasyfikować także ze względu na różne platformy wystrzeliwania

### Podział amerykański
Podział amerykański pocisków balistycznych wyróżnia 4 podstawowe grupy pocisków uszeregowane według zasięgu oraz jedną klasę pocisków wystrzeliwanych z pokładów okrętów podwodnych:

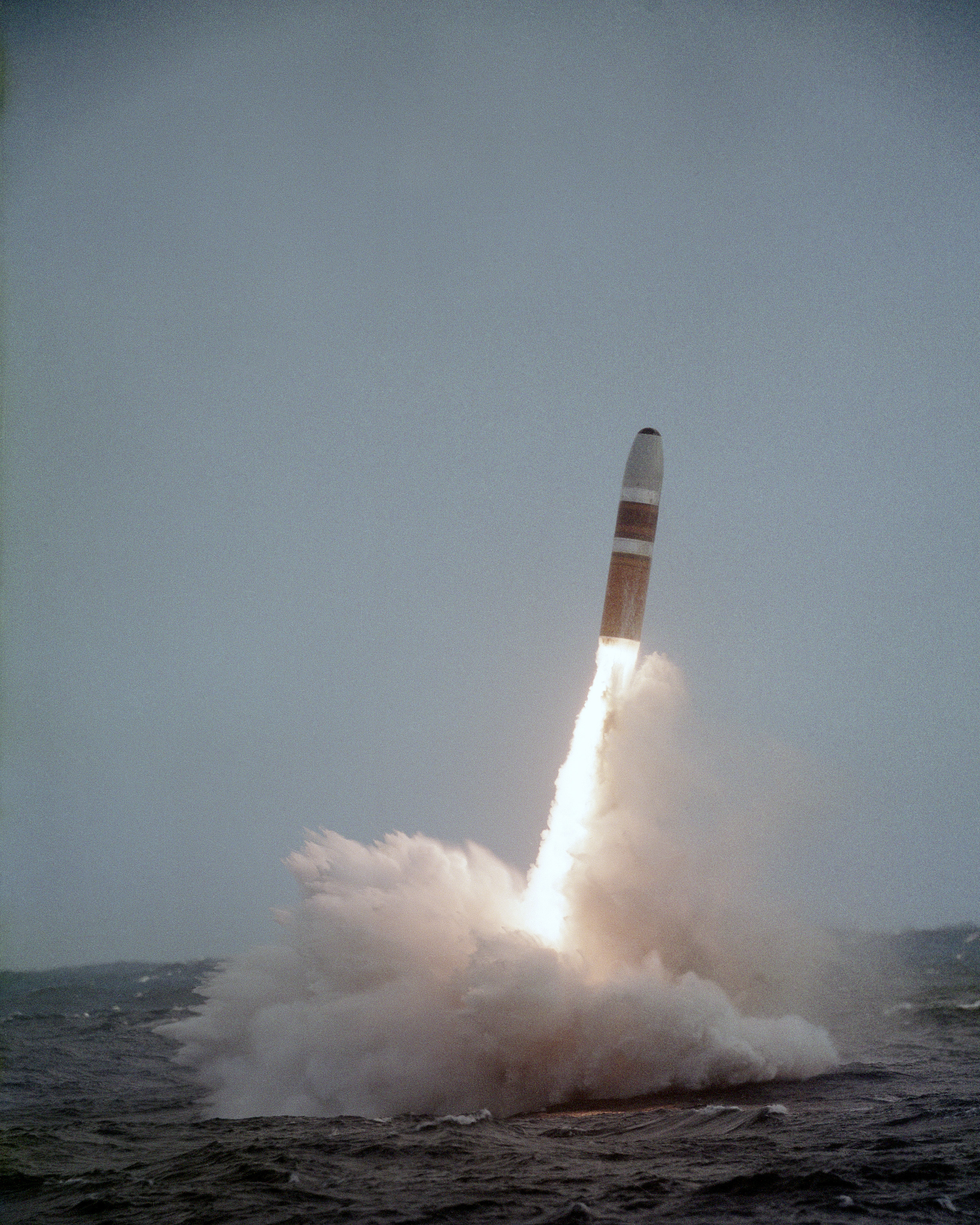
Start pocisku balistycznego SLBM wystrzelonego z atomowego okrętu podwodnego Mariano G. Vallejo (SSBN-658)

- pociski międzykontynentalne (Intercontinental Ballistic Missile – ICBM): powyżej 5500 kilometrów
- pociski pośredniego zasięgu (Intermediate-Range Ballistic Missile – IRBM): 3000 do 5500 kilometrów
- pociski średniego zasięgu (Medium-Range Ballistic Missile – MRBM): 1000 do 3000 kilometrów
- pociski krótkiego zasięgu (Short-Range Ballistic Missile – SRBM): do 1000 kilometrów.
  - pociski pola walki (Battlefield Short-Range Ballistic Missile – BSRBM): wyodrębnione w ramach grupy pocisków krótkiego zasięgu, zasięg do 150 kilometrów

W podziale amerykańskim istnieje także dodatkowa kategoria – pociski odpalane z pokładu okrętu podwodnego Submarine-launched Ballistic Missile (SLBM). Z uwagi na zasięg należałoby zakwalifikować je do kategorii ICBM, jednakże z uwagi na szczególną rolę tych pocisków, wynikającą z bardzo wysokiej zdolności przetrwania pierwszego uderzenia przeciwnika oraz ze skrytości ich przenoszenia, w tym także w pobliże granic państwa stanowiącego ich cel (a co za tym idzie, możliwością wykonania pierwszego obezwładniającego uderzenia atomowego), klasyfikuje się je jako odrębną grupę. Określone wyżej dystanse dostępne dla poszczególnych klas dotyczą maksymalnych zasięgów pocisków, które mogą być wykorzystane również do ataku na krótsze odległości, dotyczy to zwłaszcza klasy SLBM.

### Podział rosyjski
Klasyfikacja rosyjska wyróżnia 5 grup pocisków:
- strategiczne: powyżej 1000 kilometrów
- operacyjno-strategiczne: 500 do 1000 kilometrów
- operacyjne: 300 do 500 kilometrów
- operacyjno-taktyczne: 50 do 300 kilometrów
- taktyczne: do 50 kilometrów

## Lot pocisku balistycznego
Podstawową zasadą i warunkiem działania pocisku balistycznego jest nadanie mu takiej prędkości, która umożliwi wejście w najwyższe warstwy atmosfery, mniejszej jednak od pierwszej prędkości kosmicznej, która dla Ziemi wynosi 7,91 km/s. Przekroczenie pierwszej prędkości kosmicznej spowodowałoby jego wejście na orbitę okołoziemską i okrążanie planety zamiast sprowadzenia siłą grawitacji ku celowi.
Rakietowy pocisk balistyczny porusza się po parabolicznej krzywej balistycznej ze szczytem w najwyższej, egzosferycznej warstwie atmosfery ziemskiej, przy czym jego lot składa się z trzech etapów.
- fazy startowej (boost phase) – w której silniki rakietowe wynoszą pocisk na zadaną trajektorię oraz nadają mu prędkość niezbędną do pokonania założonej trasy po krzywej balistycznej;
- fazy środkowej (midcourse phase) – po wyczerpaniu paliwa rakietowego (bądź wyłączeniu silników – tzw. zerowaniu ciągu) pocisk, bądź oddzielone głowice poruszają się dzięki prędkości nadanej im w fazie startowej;
- fazy powrotnej (terminal phase, re-entry phase) – w której siła przyciągania ziemskiego skierowuje pocisk ku ziemi i jego celowi.

Czasami podział powyższy uzupełniany jest „podfazami”: poststartową (post-boost phase) oraz postśrodkową (post-midcourse phase). Pierwsza z nich następuje pomiędzy fazą startową a środkową po zakończeniu pracy silników startowych i odłączeniu się od ostatniego członu napędowego post-boost vehicle, czyli pojazdu mającego za zadanie wyprowadzenie głowic na właściwe dla nich trajektorie i uwolnienie ich wraz z urządzeniami wspierającymi przenikanie przez systemy obrony antybalistycznej (penetration aids).
Każdy z tych etapów cechuje się różnym czasem trwania, w zależności od zasięgu pocisku oraz jego założeń konstrukcyjnych, także parabola krzywej balistycznej może mieć charakter mniej lub bardziej płaski. W nowoczesnych pociskach ICBM czas trwania fazy startowej nie przekracza 180 sekund (300 s. przy mniej nowoczesnych), w systemach zaś krótkiego zasięgu, o znacznie bardziej płaskiej trajektorii, czas trwania fazy startowej jest znacznie krótszy. Przykładowo, w pocisku SRBM o zasięgu 600 km faza startowa trwa 90 sekund; faza silnikowa pocisku pośredniego zasięgu (IRBM) do 5500 km trwa do 120 sekund.
Podobnie, jak w fazie startowej (boost phase), także czas lotu w fazie środkowej (midcourse phase) uzależniony jest od zasięgu pocisku. W pociskach ICBM jest to najdłuższy odcinek drogi, trwający od 20 do 30 minut, w którym oddzielona od ostatniego członu napędowego głowica bojowa porusza się po obu stronach szczytu paraboli lotu dzięki energii nadanej jej w fazie startowej przez człony napędowe.
Czas trwania fazy powrotnej uzależniony jest zarówno od zasięgu pocisku, jak też stopnia technicznego zaawansowania pocisku w zakresie jego zdolności do przenikania obrony antybalistycznej. W fazie tej pocisk, bądź jego głowica, powraca w gęste warstwy atmosfery i pokonując stawiany przez nie opór oraz rosnącą temperaturę, dokonuje ostatecznego naprowadzenia się na założony cel, atakując go za pomocą ładunku konwencjonalnego bądź masowego rażenia.

## Rodzaje napędu
Rakietowe pociski balistyczne mogą być napędzane różnymi typami silników. Zasadniczo wyróżnia się w tym zakresie 3 kategorie: napęd na paliwo ciekłe, napęd na paliwo stałe oraz napęd hybrydowy. Zwykłe chemiczne silniki rakietowe korzystają z paliwa oraz utleniacza, czasami z dodatkiem katalizatorów w celu przyspieszenia reakcji chemicznej pomiędzy paliwem a utleniaczem. Każdy z rodzajów napędów ma zarówno wady, jak i zalety, czyniące je właściwym dla określonych zastosowań i bezużytecznym dla innych.

### Napęd na paliwo ciekłe
Silniki napędowe na paliwo ciekłe, w celu wytworzenia ciągu, spalają dwa osobno przechowywane ciekłe materiały chemiczne – paliwo i utleniacz.
- Napęd kriogeniczny używa jako paliwa i utleniacza skroplonego i przechowywanego w niskiej temperaturze gazu, najczęściej ciekłego wodoru oraz ciekłego tlenu. Ciekłe paliwo napędowe wymaga specjalnych izolowanych zbiorników oraz przewodów umożliwiających gazowi parowanie. Obydwie substancje są pompowane do komory rozprężenia, następnie do komory spalania, gdzie są mieszane i gdzie następuje zapłon iskrowy, bądź za pomocą ognia. Gwałtownie rozprężające się gazy, powstałe na skutek spalania, odprowadzane są do dysz, dając w ten sposób pożądany ciąg. Paliwo kriogeniczne musi być utrzymywane w bardzo niskiej temperaturze, tankowanie zaś następuje tuż przed startem. Ciekłe gazy – zwłaszcza wodór, mają najlepszy możliwy stosunek energii spalania do ich masy, nieosiągalny dla innych paliw[8].
- napęd na paliwo hipergolowe działa w oparciu o kompozycję paliwa i utleniacza, której zapłon następuje w wyniku kontaktu jednego komponentu z drugim, bez udziału iskry, bądź ognia. Paliwa hipergolowe są bardzo reaktywne, stąd wymagają specjalnych zbiorników i urządzeń bezpieczeństwa. Zapłon w tego rodzaju napędzie następuje w temperaturze pokojowej, przez co nie wymaga specjalnych urządzeń niezbędnych przy napędzie kriogenicznym.
- Paliwa jednoskładnikowe (monopropelanty) – spełniające funkcję zarówno paliwa, jak i utleniacza w jednym składniku. Ze względu na swą naturę, paliwa jednoskładnikowe są niestabilne i bardzo niebezpieczne. Najczęściej używane są w silnikach uzupełniających, służących do tzw. „dopalania”, tzn. korekty trajektorii lotu pocisku po zakończeniu pracy silników napędowych (burn out)

ZaletyZaletą napędu na paliwo ciekłe jest duża ilość energii uzyskiwanej w przeliczeniu na jednostkę masy, możliwość zastosowania zmiennego ciągu, a także restartu silnika. Surowe materiały pędne są stosunkowo łatwe w produkcji i tanie do uzyskania.
SłabościSłabością tego rodzaju napędu jest konieczność stosowania dość skomplikowanych sposobów przechowywania, skomplikowanego systemu rur, systemu dozowania składników, a także bardzo wydajnych pomp.

### Napęd na paliwo stałe
W rakietach z napędem na paliwo stałe spalanie mieszanki paliwa i utleniacza następuje w komorze, w której się znajdują. Silniki tego rodzaju są najstarszymi i najprostszymi rodzajami napędu, stosowanymi już w średniowiecznych Chinach. W komorze spalania następuje zapłon zmagazynowanej w niej mieszaniny napędowej, zaś rozprężające się gorące gazy odprowadzane są do dysz, w celu uzyskania pożądanego ciągu.
Krytycznym czynnikiem tego rodzaju napędu jest powierzchnia płonącego paliwa, determinująca siłę wytwarzanego ciągu. W celu jej zwiększenia, w zgromadzonym paliwie wykonuje się nacięcia – rowki i szpary zwiększające powierzchnię paliwa podlegającego ekspozycji na działanie ognia. Wymaga to jednak dużej precyzji, gdyż zbyt wielka liczba nacięć – a co za tym idzie zbyt duża powierzchnia palenia się – może doprowadzić do zbyt wielkiego ciśnienia wewnątrz komory spalania i eksplozji silnika.
ZaletyPodstawową zaletą silników na paliwo stałe jest duża stabilność oraz łatwość przechowywania przez długi czas. Paliwa stałe charakteryzują się dużą gęstością energii i szybkim czasem spalania, dość dobrze tolerują wstrząsy, wibracje i przyspieszenia. Nie wymagają też specjalnych pomp, co czyni pocisk mniej skomplikowanym.
SłabościPodstawową słabością napędu na paliwo stałe jest niemożliwość zatrzymania spalania i korekty siły ciągu. Po uruchomieniu zapłonu, całe zgromadzone w zbiorniku paliwo ulega wypaleniu bez możliwości zatrzymania, czy nawet korekty przebiegu tego procesu. W związku z koniecznością zachowania dużej precyzji formowania powierzchni spalania paliwa, jego produkcja jest stosunkowo droga.
Silniki na paliwo stałe posiadają szerokie spektrum zastosowań, począwszy od lekkich pocisków przeciwpancernych, aż po długie na 45,36 metrów (3,7 m średnicy) rakiety dodatkowe na paliwo stałe (ang. Solid Rocket Booster – SRB) amerykańskich promów kosmicznych.

### Napęd hybrydowy
Napęd hybrydowy jest próbą zastosowania zalet obu rodzajów napędów: na paliwo ciekłe oraz paliwo stałe. Konstrukcja takiego układu napędowego opiera się na zastosowaniu analogicznej do silnika na paliwo stałe wewnętrznej komory spalania, wypełnionej materiałem stałym (zwykle paliwem), powyżej zaś znajduje się zbiornik zawierający uzupełniający ciekły materiał pędny – zazwyczaj utleniacz. Obydwa składniki posiadają charakter hipergolowy i kiedy płynny składnik zostaje wtryśnięty do komory spalania, zawierającej materiał stały, następuje samozapłon i produkcja ciągu. Poprzez kontrolę ilości wtryskiwanego ciekłego składnika pędnego, ten sposób napędu pozwala na regulację siły ciągu, a także zatrzymanie i restart pracy silnika.
Innymi zaletami tego sposobu napędu jest większa ilość uzyskiwanej energii niż przy standardowym napędzie na paliwo stałe, ograniczenie o połowę ilości urządzeń niezbędnych do przesyłu paliwa ciekłego, możliwość przechowywania paliwa stałego jak przy klasycznym napędzie tego rodzaju. Dzięki możliwości kontroli ilości wtryskiwanego składnika ciekłego, mniejsze znaczenie posiada wielkość powierzchni płonącego paliwa stałego.
SłabościSilniki tego rodzaju nie mają tak dużej wydajności energetycznej na jednostkę masy paliwa jak silniki na paliwo ciekłe, są jednocześnie bardziej skomplikowane niż silniki na paliwo stałe.
Silniki hybrydowe znajdują się w tej chwili (2008) na etapie rozwojowym i nie zostały jeszcze wprowadzone do operacyjnego użytku.

## Systemy naprowadzania (kierowania)
System naprowadzania każdego rakietowego pocisku balistycznego składa się z systemu kontroli wysokości oraz systemu kontroli ścieżki lotu. Zadaniem systemu kontroli wysokości jest kontrola i korekcja założonego pułapu lotu na założonej trajektorii przez kontrolę zgodności z maksymalną założoną na danym etapie lotu wysokością. System ten sterowany jest przez autopilota i działa na zasadzie niwelowania powstających odchyleń od założeń. Zadaniem systemu jest utrzymywanie takiej wysokości lotu w płaszczyźnie pionowej, która umożliwi trafienie pocisku w osi równoległej do toru lotu pocisku oraz prawidłowe naprowadzanie przez system kontroli ścieżki lotu w osi poprzecznej. Analogiczne zadania wykonuje system kontroli ścieżki lotu, z tą jednakże różnicą, iż działa w osi poprzecznej względem kierunku lotu pocisku, jego zadaniem zaś jest doprowadzenie pocisku do trafienia w cel w osi poprzecznej. Punkt przecięcia osi poprzecznej i równoległej stanowi cel pocisku, na który naprowadzają go obydwa systemy.
System naprowadzania rakietowych pocisków balistycznych opiera się dotychczas na trzech rodzajach naprowadzania: bezwładnościowym (inercjalnym), opartym o pozycje względem ciał niebieskich (astronawigacyjnym) oraz naprowadzaniu komendowym.

### Naprowadzanie bezwładnościowe

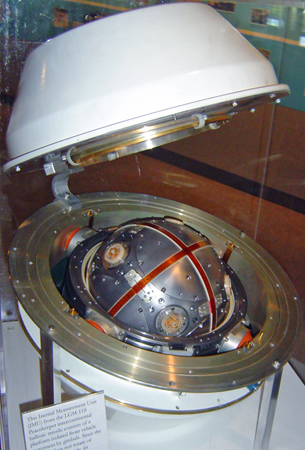
System bezwładnościowy (Inertial Measurement Unit) amerykańskiego pocisku balistycznego LGM-118A Peacekeeper (MX)

Naprowadzany bezwładnościowo pocisk zostaje przed startem zaprogramowany na lot po określonej trajektorii. W trakcie lotu, jego zgodność z wprowadzonymi wcześniej informacjami kontrolowana jest przez akcelerometr na platformie żyroskopowej. Wszelkie przyśpieszenia w trakcie lotu są odnotowywane i mierzone, a system kontroli generuje odpowiednie sygnały do systemu sterującego mające doprowadzić do korekty kursu na właściwą trajektorię.

### Naprowadzanie w oparciu o układ gwiazd
Naprowadzanie w oparciu o nawigację na podstawie układu ciał niebieskich (astronawigacja, ang. Celestial Reference lub Stellar Guidance) jest systemem przeznaczonym dla pocisków o z góry założonej trajektorii, które kurs i pozycję określają w oparciu o układ stałych, nieruchomych względem Ziemi gwiazd. System opiera się na znanej pozycji gwiazd i innych ciał niebieskich z uwzględnieniem określonego punktu na powierzchni Ziemi w danym momencie. Nawigacja tego rodzaju jest szczególnie korzystna dla pocisków dalekiego zasięgu, gdyż ich dokładność nie jest uzależniona od zasięgu. Pocisk wykorzystujący tego rodzaju nawigacje musi być wyposażony w poziomą lub pionową matrycę porównawczą układu ciał niebieskich wobec powierzchni Ziemi, teleskop automatycznie śledzący układ gwiazd i system porównujący go z matrycą, w celu określenia własnej pozycji. Prawidłowe ustalenie tej pozycji pozwala na dokładne, bieżące naprowadzanie pocisku na cel. Wadą tego systemu jest konieczność przenoszenia przez pocisk całego skomplikowanego systemu służącego do określania własnej pozycji. Systemy tego rodzaju używane są aktualnie przez pociski ICBM i SLBM, a także bezzałogowe pojazdy kosmiczne odbywające loty międzyplanetarne do Marsa i Wenus.

### Naprowadzanie komendowe
Opiera się na zdalnym sterowaniu pociskiem za pomocą sygnałów radiowych. System działa w oparciu o nadajniki radiowe umieszczone w pobliżu miejsca wystrzelenia pocisku, na bieżąco korygujące jego lot. System ten został zarzucony przez państwa dysponujące zaawansowanymi technologiami rakietowymi z powodu podatności na zakłócenia, a także przez samo uruchomienie ostrzegające przeciwnika o starcie pocisku.

### Naprowadzanie satelitarne
W najnowszych amerykańskich pociskach następnej generacji typu LGM-30H Minuteman IV, których wejście do służby przewidziane jest na lata 2020–2040, zastosowane mają zostać nowe rodzaje naprowadzania za pomocą systemów Global Positioning System (GPS) oraz telewizyjnych. Możliwość wprowadzenia naprowadzania optycznego oraz systemem GLONASS przewiduje także program rozwojowy rosyjskich pocisków balistycznych krótkiego zasięgu Iskander.
Niektóre źródła kwestionują możliwość zastosowania systemów GPS i GLONASS do naprowadzania pocisków balistycznych, podnosząc, że systemy te prawdopodobnie nigdy nie będą mogły być zastosowane do celów balistycznych. Według sceptyków koncepcji GPS w systemach balistycznych, najlepsza wojskowa wersja odbiornika GPS określa pozycję z dokładnością do dziesiątych części centymetra. Jeśli pocisk balistyczny wyposażony zostanie w dwa takie odbiorniki w odległości 10 metrów od siebie, najlepsza – jak twierdzą – rozdzielczość kątowa wyniesie z grubsza kilka centymetrów, podczas gdy już pociski taktyczne (krótkiego zasięgu) wymagają rozdzielczości kątowej rzędu kilku milimetrów dla dokładnego naprowadzenia pocisku na cel oddalony o kilkadziesiąt kilometrów i więcej. Twierdzą jednakże, iż systemy pozycjonujące doskonale zdadzą egzamin w przypadku pocisków taktycznych wyposażonych w pojazd fazy post-startowej (post-boost vehicle) dla celów wyprowadzania pocisku na właściwą trajektorię.

## Głowice
Po zakończeniu silnikowej fazy lotu, typowy pocisk wyrównuje lot, bezwładnościowo stabilizuje i uwalnia jedną lub więcej balistyczną głowicę bojową (Re-entry vehicle – RV) na trajektorię prowadzącą do zaprogramowanego wcześniej celu. Głowica ta, tracąc stopniowo energię nadaną jej przez działający wcześniej system napędowy pocisku, wchodzi ponownie w gęste warstwy atmosfery ściągana przez siłę grawitacji ziemskiej, gdzie narażona jest na działanie wysokich temperatur związanych ze wzrastającym oporem gęstniejących warstw powietrza atmosferycznego. Głowice chroni się przed zniszczeniem przez wysoką temperaturę za pomocą systemu ochrony termicznej (Thermal Protection System – TPS).

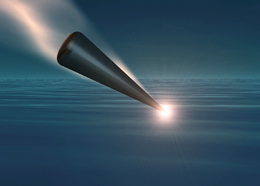
Wizja artystyczna głowicy balistycznej powracającej w atmosferze na Ziemię. Widoczne ostre zakończenie głowicy, stanowiące jej najgorętszy punkt.

Głowice poruszają się w gęstniejących warstwach atmosfery z różnymi prędkościami, zasadniczo w zależności od zasięgu pocisku, dochodzącymi do Ma = 25. Obiekt poruszający się z taka prędkością posiada olbrzymią energię kinetyczną, która w miarę wzrostu oporu stawianego przez gęstniejącą atmosferę zamieniana jest na energię cieplną, sama zaś głowica wyhamowywana do ok. Ma = 1 na poziomie celu. Głowica Mk 21 pocisku ICBM Minuteman III powracając do atmosfery wchodzi w nią z prędkością ponad Ma = 20 w temperaturze 15 000 °F (8 315 °C). Temperatury te w najgorętszej części głowicy podczas przechodzenia przez gęste warstwy atmosfery mogą jednak przekroczyć 11 100 °C. W rzeczywistości jednak, sama głowica nigdy nie rozgrzewa się do tak wysokich temperatur, bowiem ogromna fala uderzeniowa atmosfery rozprasza ok. 90% tej energii, pozwalając w ten sposób przetrwać głowicy, a zwłaszcza jej wewnętrznym układom. Powracająca do atmosfery głowica, jest też wyhamowywana z olbrzymią siłą przeciążenia przekraczającą 50g. Z tych powodów niebagatelne znaczenie ma kształt głowicy determinujący zarówno wielkość oporu powietrza, jak również czas i drogę przejścia przez atmosferę, a także wybór koncepcji czoła głowicy. Głowica z ostrym zakończeniem zmniejsza jej przekrój radarowy (Radar Cross Section), przez co czyni ją trudniejsza do wykrycia za pomocą radarowych systemów wczesnego ostrzegania, jak też dzięki dużej prędkości zmniejsza ilość czasu w dyspozycji systemów antybalistycznych. Z drugiej strony, duża prędkość głowicy w powrotnej, atmosferycznej fazie lotu zwiększa i tak ekstremalnie wysokie temperatury w jej otoczeniu, co rodzi implikacje w zakresie niezbędnych do użycia materiałów. Materiały te nie mogą bowiem parować pod wpływem ekstremalnie wysokiej temperatury, czy też umożliwiać powstawanie jakichkolwiek ubytków w ich strukturze – zwłaszcza nierównomiernych, konsekwencją bowiem tego byłoby zboczenie z właściwego kursu.

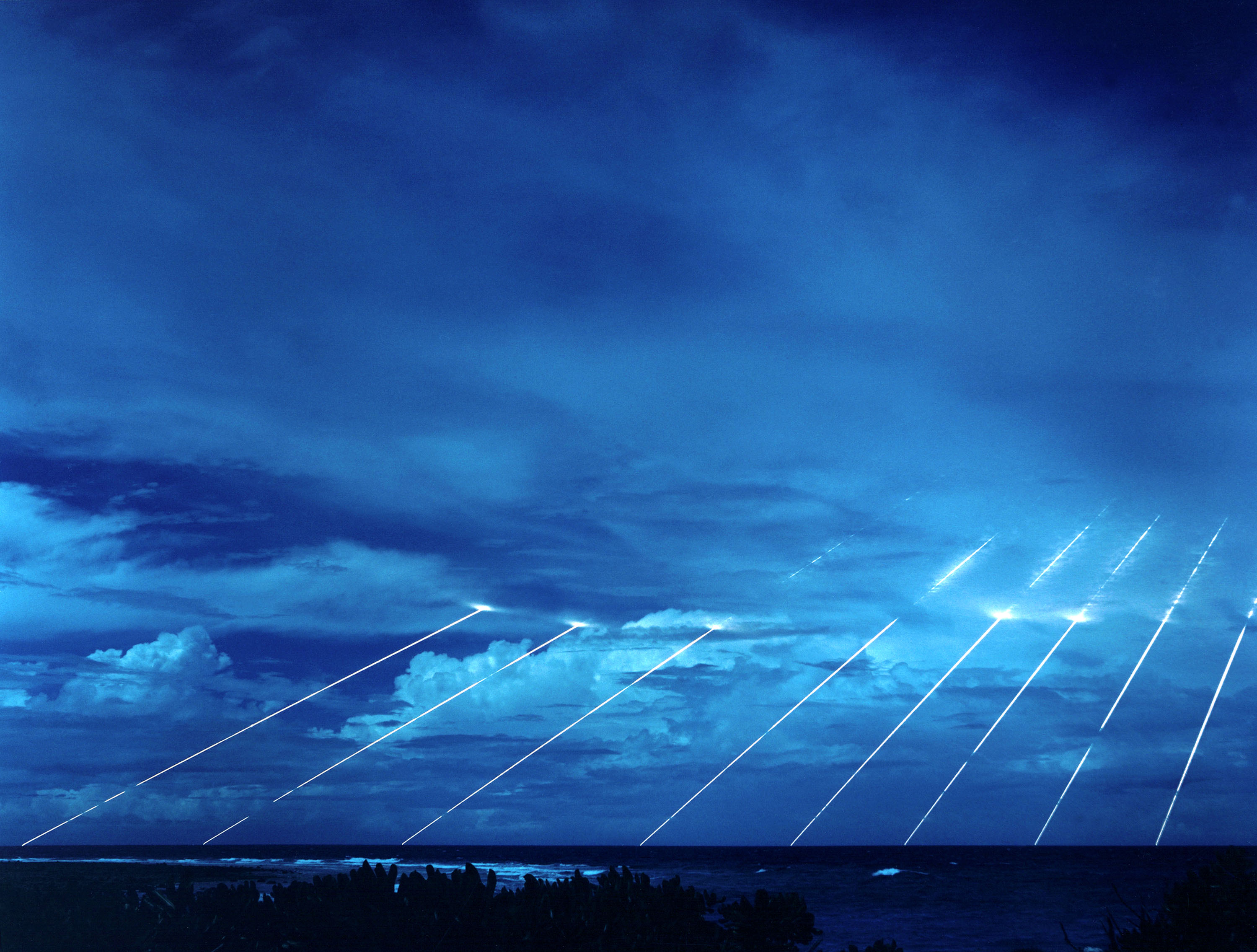
Uderzenie ośmiu niezależnie wycelowanych przez post-booster głowic MIRV

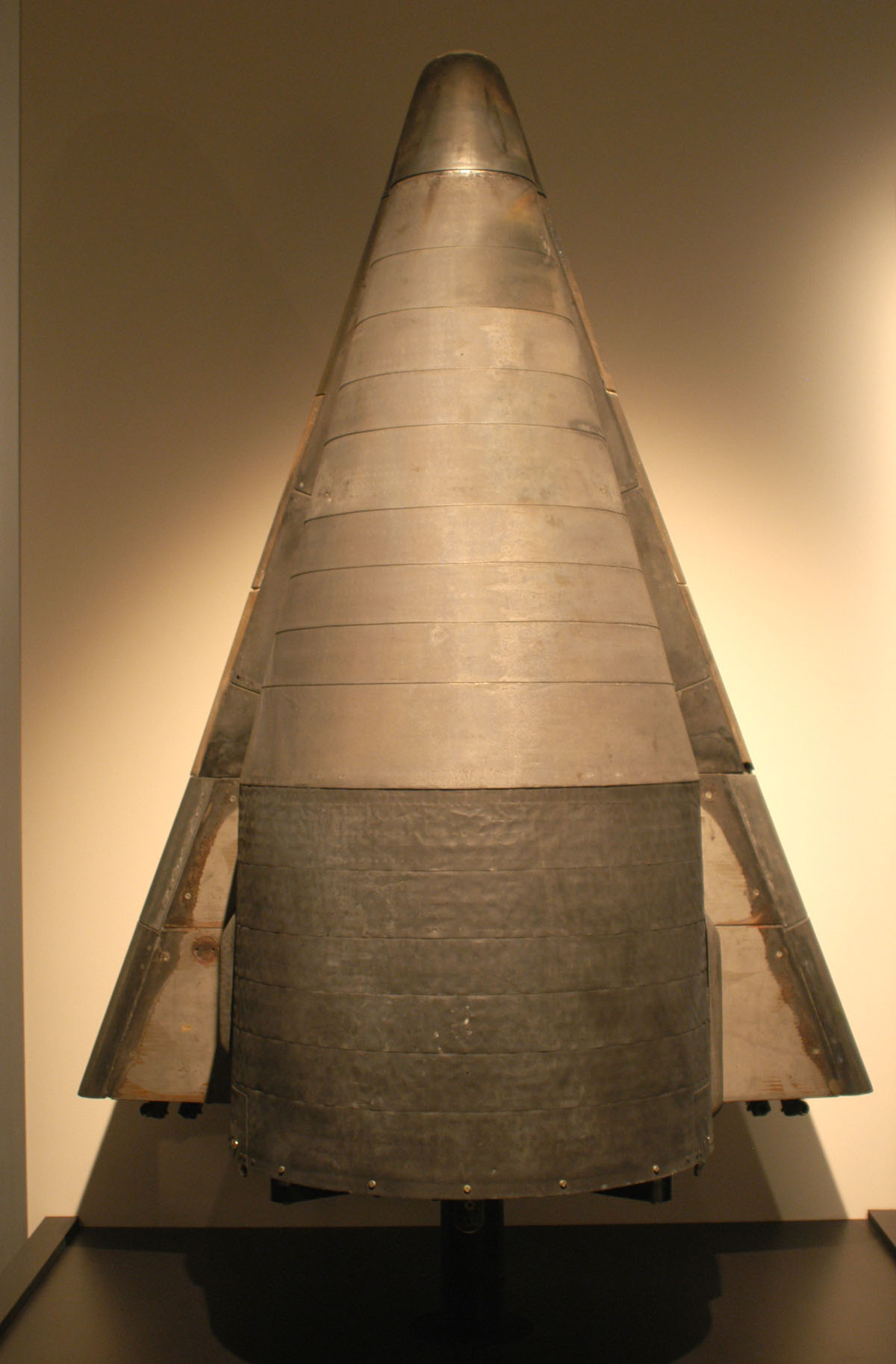
Kapsuła Asset Lifting Body opracowana w ramach programu ASSET – pierwszej fazie programu START.

Głowice pocisków balistycznych mogą mieć postać:
1. głowic balistycznych, którymi są klasyczne głowice o stożkowym lub sferycznym kształcie, zdolne jedynie do lotu do celu po swojej trajektorii balistycznej. Tego rodzaju ładunek pocisku balistycznego może przybrać 3 formy:
  - Multiple Independently Targetable Reentry Vehicle (głowice niezależnie wycelowywane – MIRV), a więc dwie lub więcej głowic przenoszonych przez pocisk balistyczny, z których każda wystrzeliwana jest przez post-booster na odrębną trajektorię, ku różnym celom. Klasyczne głowice MIRV nie posiadają możliwości samodzielnego wykonywania manewrów – dokładne wycelowanie ich na odrębne cele dokonywane jest przez pojazd fazy post-startowej (post-booster). Post-booster często określany jest jako połowa stopnia napędowego – ostatni człon pocisku. W rzeczywistości nie jest stopniem napędowym, gdyż nie posiada własnego napędu jak poprzednie stopnie, zaimplementowane zaś w nim małe silniki rakietowe służą jedynie dla celów manewrowych. Ta część pocisku balistycznego, wykonuje w przestrzeni odpowiednie manewry – dla każdej głowicy z osobna – po czym uwalnia je (w praktyce wystrzeliwuje za pomocą niewielkich ładunków gazowych) na właściwą dla każdej z nich trajektorię[10][12]. Z uwagi na precyzję niezbędną do właściwego wycelowania głowic w poszczególne cele, pojazd post-startowy jest jednym z najbardziej zaawansowanych technologicznie elementów pocisku balistycznego, i tylko nieliczne z krajów dysponujących technologiami balistycznymi dysponują także technologią pojazdów post-startowych; Głowice MIRV mogą oczywiście być stosowane w pociskach balistycznych także pojedynczo.
  - Multiple Reentry Vehicle (MRV) dwie lub więcej głowic nie wycelowywanych indywidualnie – wszystkie są uwalniane na ten sam cel, co absorbuje obronę i zwiększa szanse na dotarcie do celu;
  - Unitary Warhead – pojedyncza nie oddzielająca się od pocisku głowica, jak w pociskach typu Scud
2. głowic szybujących (Lifting Reentry Vehicles) bądź też Maneuvering Reentry Vehicle (MaRV) wykorzystujących swój kształt lub rozkładane skrzydła do zmiany toru lotu na ostatnim etapie swojej trajektorii (faza terminalna), utrudniając tym samym przechwycenie jej przez systemy obronne. Głowice tego rodzaju zdolne są do zmiany swojej trajektorii i osiągnięcia celu z innego kierunku niż wyznaczony ich trajektorią. Głowice tego typu posiadają wiele zalet – począwszy od możliwości ich miniaturyzacji do niemal każdego pożądanego poziomu, aż po elastyczność w wyborze celów i możliwość korekcji błędów naprowadzania w fazie silnikowej lotu pocisku balistycznego. Istotną zaletą głowic szybujących jest też praca w mniejszych temperaturach. Przykładowo, temperatura na powierzchni kapsuły lądownika Apollo – będącej odmianą tego typu głowicy – nie przekraczała 2760 °C. Wadami tego rodzaju głowic są złożoność i duży koszt jednostkowy (wynikający z konieczności stosowania zaawansowanego systemu naprowadzania i kontroli), a także ryzyko całkowitej utraty kontroli nad głowicą – w wypadku ewentualnego błędu systemu naprowadzania lub kontroli – co może doprowadzić do minięcia się z założonym celem o ogromną odległość. Głowice tego typu są jednakże trudniejsze do przechwycenia dla systemów obronnych, choć pojawiają się już nie tylko modele matematyczne, lecz także udane próby przechwytywania tego typu głowic[13].

Głowice pocisków balistycznych, przenosić mogą różnorodne rodzaje ładunków bojowych, zarówno konwencjonalne ładunki odłamkowe lub burzące, jak i ładunki jądrowe o różnej mocy, bojowe środki chemiczne, bądź broń biologiczną. Spotyka się również głowice elektromagnetyczne, które poprzez działanie impulsu elektromagnetycznego zakłócać mają działanie, bądź nawet niszczyć systemy elektryczne i elektroniczne przeciwnika. Rozważano także wyposażenie pocisków balistycznych w głowice niezawierające jakiegokolwiek ładunku bojowego, których zadaniem jest niszczenie obiektów przeciwnika poprzez dostarczenie im gigantycznej, własnej energii kinetycznej.

## Penetration Aids

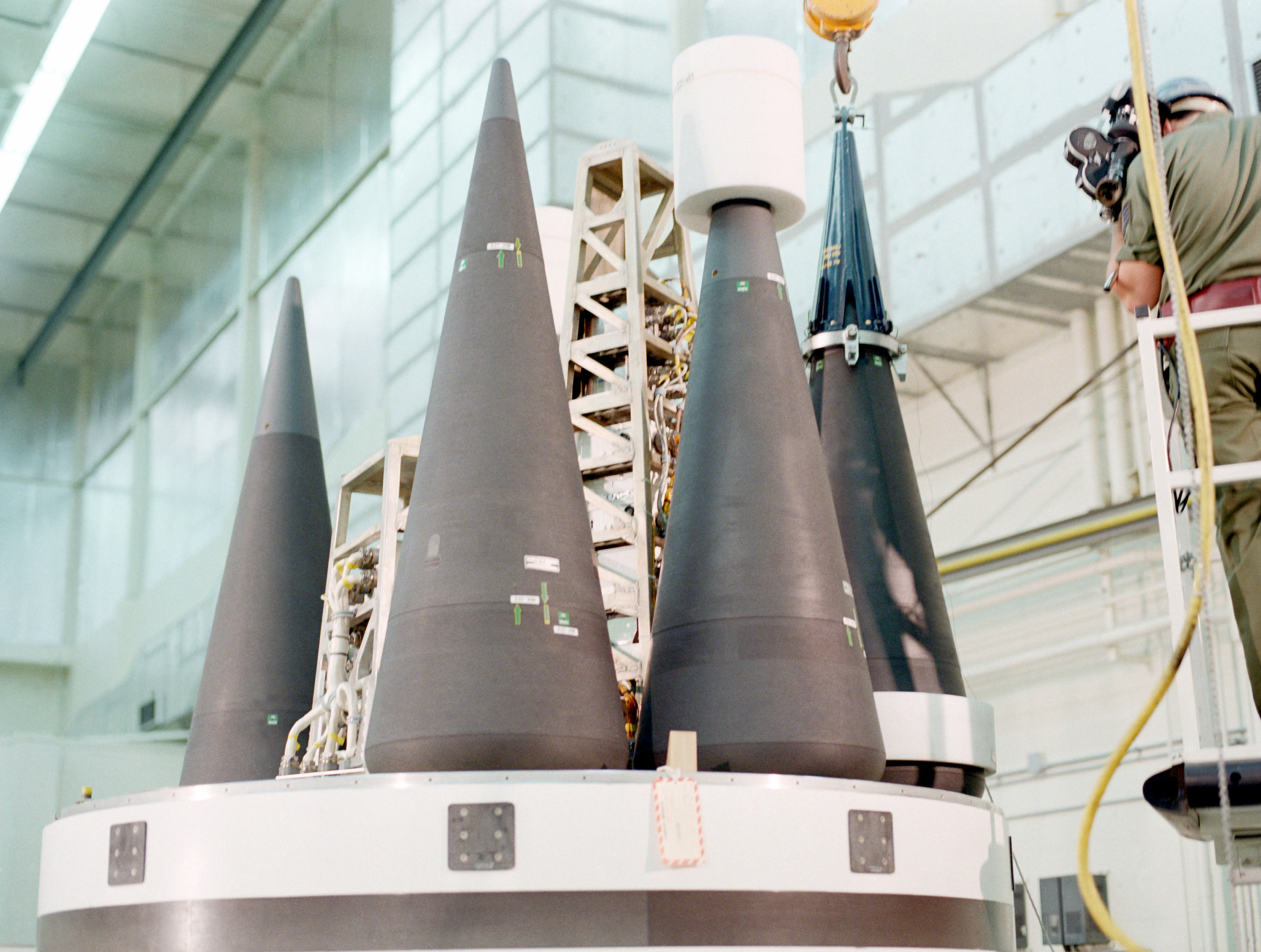
Głowice MIRV MK 21 w post-boosterze pocisku Peacekeeper (MX). Pomiędzy głowicami widoczne są prawdopodobnie penetration aids (dokładne przeznaczenie tych elementów pozostaje tajne).

Na wyposażeniu niektórych nowoczesnych pocisków balistycznych znajdują się środki techniczne mające za zadanie ułatwienie pociskowi przedostanie się przez systemy obrony antybalistycznej kraju stanowiącego cel ataku. Środki te przybierają przede wszystkim postać urządzeń utrudniających systemom antyrakietowym atakowanego kraju wybór właściwego celu, poprzez stosowanie trudnych do identyfikacji i odróżnienia w kosmosie od właściwej głowicy bojowej, zestawów głowic pozornych i balonów. Penetration aids wynoszone są w przestrzeń i uwalniane przez pojazd fazy post-startowej (post-boost vehicle) wraz z głowicą bojową i poruszają się wraz z nią po jej trajektorii, aby następnie ulec najczęściej spaleniu przy powrocie głowicy w gęste warstwy atmosfery.
Innym rodzajem środków utrudniających przechwycenie głowicy, jest otoczenie jej „chmurami” metalowych dipoli silnie odbijających fale radarowe, pomiędzy którymi właściwa głowica pozostaje niewidoczna, a więc trudna do namierzenia, śledzenia i w konsekwencji do przechwycenia. W fazie terminalnej natomiast, gdy pozbawiona już penetration aids fazy środkowej głowica zmierza w atmosferze ku Ziemi, pokonywanie przez nią systemów obrony antybalistycznej może być wspierane przez eksplozje w wysokich warstwach atmosfery odrębnych ładunków jądrowych, na chwilę „oślepiające” naziemne systemy antybalistyczne, co pozwala właściwej głowicy pokonać w tym czasie znaczny dystans, z ewentualnym powtórzeniem całej operacji w niższej warstwie, co ostatecznie da systemom obronnym bardzo niewiele czasu na wyśledzenie, namierzenie i przechwycenie właściwej głowicy bojowej. W praktyce jednak ten system nie nadaje się do zastosowania na szersza skalę.

## Platformy startowe
Pociski balistyczne mogą być rozmieszczone przed startem na kilku rodzajach stanowisk (platform). Każda z nich posiada wady i zalety, stąd też państwa dysponujące arsenałami broni balistycznej starają się opracować skuteczne i bezpieczne systemy platform ich bazowania. Prowadzi to do ścierania się różnego rodzaju koncepcji, czasem wręcz „ogólnonarodowych” debat wśród specjalistów nad wyborem optymalnej platformy balistycznej. Przykładem takiej debaty była debata zmierzająca do wyboru najlepszego sposobu bazowania dla nowego pocisku Missile-X (MX), która przetaczała się przez Stany Zjednoczone przez całe lata siedemdziesiąte dwudziestego wieku i na początku lat osiemdziesiątych. Zasadniczo, wyróżnia się dwie podstawowe grupy platform, choć w ich ramach wciąż istnieją różne koncepcje:

### Platformy stałe

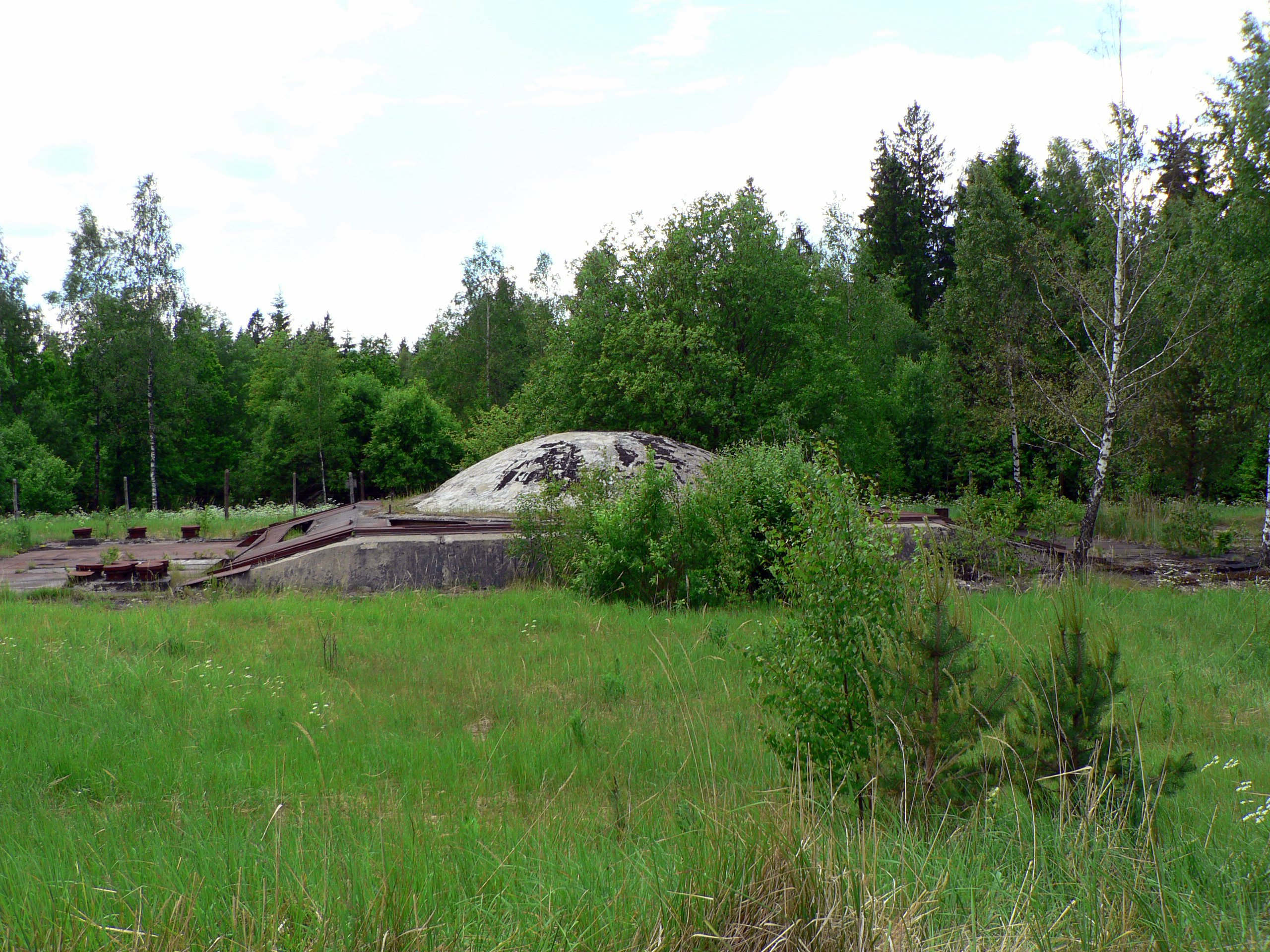
Nieczynny radziecki silos rakietowy na terytorium Litwy

Dominującą dziś (2008) w zakresie pocisków ICBM platformę stanowią podziemne silosy stanowiące jednocześnie wyrzutnie znajdujących się w określonym stanie gotowości bojowej pocisków. W krajach dysponujących tymi platformami mogą przybrać formę zgrupowań określonej dużej ilości silosów w jednej chronionej bazie, bądź też pojedynczych albo rozmieszczonych w niewielkich zgrupowaniach silosów, ze względów bezpieczeństwa rozsianych po terytorium kraju. To ostatnie rozwiązanie podyktowane jest w pierwszej kolejności potrzebą ochrony pocisków przed pierwszym uderzeniem jądrowym przeciwnika na stałe wyrzutnie pocisków, którego skuteczność pozbawiłaby kraj możliwości jądrowej odpowiedzi za ich pomocą. Z drugiej strony, duże bazy grupujące dużą liczbę mieszczących pociski balistyczne silosów są łatwiejsze do aktywnej obrony za pomocą systemów obrony antybalistycznej, w tym terminalnej obrony antybalistycznej za pomocą rozmieszczonych wokół bazy rakietowych systemów antybalistycznych. Przykładem takiego rozwiązania był amerykański system antybalistyczny Safeguard rozmieszczony w Nekoma w Dakocie Północnej, za pomocą pocisków Spartan i Sprint chroniący bazę pocisków Minuteman w Grand Forks w tym samym stanie. Z uwagi jednak na wynikającą z niskiego poziomu technologicznego w owym czasie oraz konieczność użycia głowic jądrowych nad własnym terytorium do obrony przed atakiem jądrowym, system ten został zarzucony po zaledwie ośmiu miesiącach od jego uruchomienia. W Stanach Zjednoczonych porażka systemu aktywnej obrony stałych baz pocisków balistycznych spowodowała rozwój technologii budowy silosów, poprzez ich super utwardzenie celem jak najlepszego zabezpieczenia przed zniszczeniem pobliskim wybuchem jądrowym, w Związku Radzieckim natomiast rozwinęła się koncepcja mobilnych wyrzutni rakietowych.
- zalety: duża gotowość bojowa, umożliwiająca niemal natychmiastowe odpalenie pocisków balistycznych;
- wady: względna łatwość zniszczenia za pomocą pierwszego, zaskakującego uderzenia jądrowego.

### Platformy mobilne
Rozwój platform mobilnych podyktowany jest koniecznością uchronienia arsenałów jądrowych przed zniszczeniem za pomocą wykonanego przez przeciwnika pierwszego uderzenia. W odróżnieniu od systemów stałych wśród których dominują systemy silosów, systemy mobilne występują w wielu wariantach, z których najpowszechniejsze są dziś systemy pocisków balistycznych SLBM przenoszonych przez atomowe, strategiczne okręty podwodne oraz systemy balistyczne na mobilnych wyrzutniach drogowych.
- systemy SLBM przenoszone w pokładach okrętów podwodnych o napędzie atomowym i wystrzeliwane z nich metodą zimnego startu, cechują się dużą skrytością przenoszenia pocisków balistycznych, największą zdolnością przetrwania pierwszego uderzenia przeciwnika oraz możliwością skrócenia czasu lotu pocisku balistycznego przez jego wystrzelenie w pobliżu granic przeciwnika. Cechy te czynią system SLBM zarówno doskonałą i bardzo groźną bronią pierwszego uderzenia, jak też ostatnią szansą wykonania kontruderzenia, po ewentualnym skutecznym pierwszym uderzeniu przeciwnika na naziemne systemy balistyczne. Wadą systemów SLBM są bardzo wysokie koszty budowy podwodnych nosicieli pocisków SLBM oraz konieczność zapewnienia tym okrętom ochrony przed konwencjonalnym atakiem ze strony okrętów podwodnych przeciwnika przez wprowadzenie do służby własnych okrętów podwodnych o charakterze myśliwskim, co dodatkowo zwielokrotnia koszty.

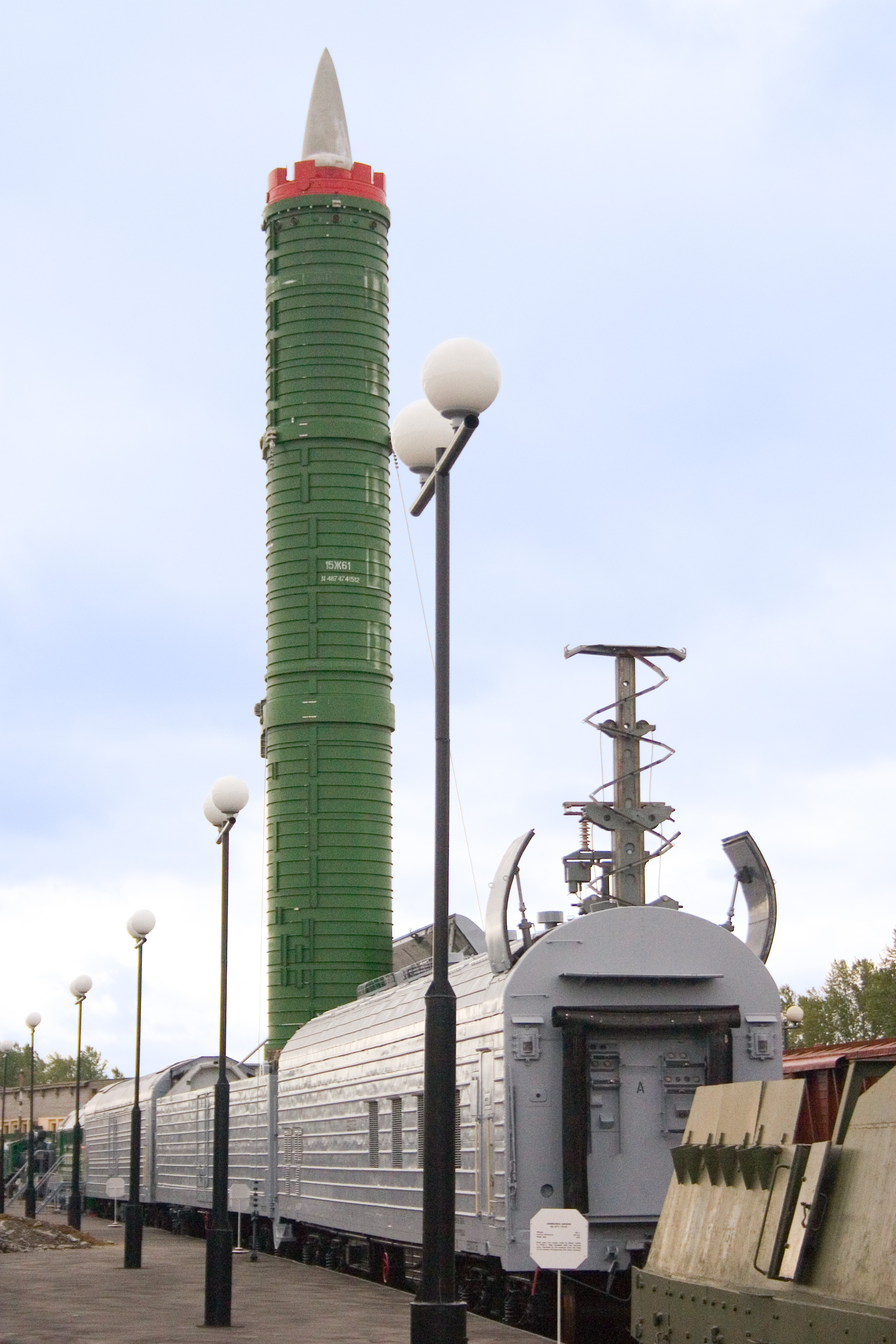
Radziecki pocisk klasy ICBM RT-23UTTH na mobilnej platformie kolejowej

- drogowe systemy mobilne opierają się na gąsienicowych lub kołowych pojazdach samochodowych, przenoszących startujące pionowo z wyrzutni typu TEL pociski balistyczne metodą tradycyjną albo – coraz częściej – metodą zimnego startu. Drogowe systemy mobilne do niedawna dominowały w systemach krótszego niż ICBM zasięgu (SRBM, MRBM oraz IRBM), co związane było z bardziej taktycznym charakterem tych systemów, które częstokroć musiały być zdolne do przemieszczania się wraz z własnymi wojskami, coraz częściej jednak stają się podstawowym rodzajem bazowania także współczesnych systemów ICBM. Zaletą drogowych systemów mobilnych w przypadku pocisków ICBM jest zdolność do szybkiej zmiany pozycji w celu uniemożliwienia przeciwnikowi namierzenia wyrzutni, bądź zmiany pozycji po ewentualnym powzięciu informacji o jej namierzeniu. Wadą tego systemu jest jednak relatywnie wysoki czas reakcji w razie ewentualnego pierwszego uderzenia przeciwnika – związany z ograniczeniami przyjętego systemu łączności, koniecznością przygotowania wyrzutni do strzału oraz zaprogramowania trajektorii pocisku z uwzględnieniem bieżącej pozycji wyrzutni.
- inne systemy mobilne należą raczej do kategorii opracowywanych lub zarzuconych już koncepcji, choć jedna z nich – system mobilny na platformie kolejowej, doczekała się wdrożenia w Związku Radzieckim, w Stanach Zjednoczonych zaś – po burzliwej dyskusji nad sposobem bazowania pocisku MX – rozpoczęto już zarzuconą następnie budowę służących do tego celu składów kolejowych. W systemie tym pociski balistyczne w parach bądź pojedynczo przewożone były w wagonach specjalnych składów kolejowych kursujących w sieci kolejowej kraju, chronionych przed atakiem lotniczym – najczęściej – rakietowym systemem przeciwlotniczym krótkiego zasięgu umieszczonym w jednym z wagonów składu. System ten rozwinięty był zwłaszcza w Związku Radzieckim. Dużą zaleta tego systemu jest możliwość bardzo szybkiej zmiany pozycji nawet o duże odległości. Ciekawą koncepcję tego systemu rozwinięto natomiast w USA, w ramach wspomnianej już debaty nad rozmieszczeniem pocisków MX. W myśl jednej pojawiających się wówczas wersji tej koncepcji, składy kolejowe przewożące pociski balistyczne kursować miały w sposób „klasyczny” w sieci kolejowej kraju, chronione za pomocą identycznych składów fałszywych – niemieszczących w sobie pocisków. Odmianą tej koncepcji, najbardziej jednocześnie ekstremalną, była koncepcja kursowania składów w specjalnie w tym celu wybudowanym labiryncie tuneli wydrążonych w zdolnych do przetrwania każdego ataku jądrowego skałach. Po ataku, tunele miały być przewiercane, a uzbrojone składy wyjeżdżać miały na zewnątrz, skąd dokonywałyby kontruderzenia jądrowego[15]. Jeszcze inną pojawiająca się koncepcją było odpalanie pocisków balistycznych z pokładów samolotów – w celu sprawdzenia tej możliwości, wykonano nawet z sukcesem próbę wystrzelania z pokładu C-5A Galaxy pocisku ICBM Minuteman I. W ramach tej debaty, rozważano aż ok. 40 koncepcji bazowania pocisku MX, aby ostatecznie podjąć decyzje o rozmieszczeniu pocisków Peacekeeper w super utwardzonych stałych silosach.

## Zastosowanie pocisków balistycznych
Rakietowe pociski balistyczne posiadają szereg zastosowań zarówno o charakterze militarnym, jak i politycznym. Obok oczywistego zastosowania broni balistycznej jako elementu nuklearnego odstraszania, pociski tego rodzaju służyć mogą zarówno do celów taktycznych jako środki niszczenia ściśle określonych obiektów na terytorium przeciwnika, jak również dla celów terroru społecznego i politycznego, co miało miejsce w trakcie pierwszej wojny w Zatoce Perskiej. W zakresie zastosowań stricte militarnych, rakietowe pociski balistyczne służyć mogą do niszczenia centrów dowodzenia i komunikacyjnych (informacyjnych) przeciwnika, jego węzłów komunikacyjnych (transportowych), ważnych obiektów infrastruktury militarnej i gospodarczej przeciwnika, a także – co budzi największe kontrowersje wokół tego rodzaju broni – centrów populacyjnych ludności cywilnej.
Rozwój technologii naprowadzania pocisków i głowic balistycznych prowadzi do poszerzania spektrum zastosowań tego rodzaju broni. Ostatnie chińskie próby z głowicami typu MaRV dowodzą zdolności niszczenia za pomocą pocisków balistycznych celów nawet ruchomych – jak okręty w ruchu na pełnym morzu. Bezwzględną zaleta broni balistycznej jest jednak przede wszystkim możliwość niszczenia celów na głębokim zapleczu przeciwnika, przy braku ryzyka dla własnych wojsk oraz szybkość i skuteczność ataku.

## Proliferacja pocisków balistycznych
Liczba krajów starających się aktualnie o wejście do klubu państw posiadających własne rakietowe technologie balistyczne – według różnych szacunków – oscyluje między 15 a dwadzieścia pięć państw. Przewiduje się, że w przyszłości grupa ta może rozrosnąć się do około osiemdziesięciu, co razem z krajami już posiadającymi rozwinięte technologie tego typu, da ogólną liczbę blisko stu krajów, z których większość to kraje zaliczane współcześnie do państw Trzeciego Świata. Istotny jest przy tym fakt, iż poza traktatami międzynarodowymi ograniczającymi w pewnych zakresach powstawanie nowych rodzajów pocisków pomiędzy Stanami Zjednoczonymi i Rosją, brak jest dziś międzynarodowego prawa ograniczającego rozwój tego typu technologii, jedyne zaś prawne ograniczenia istnieją wobec transferu technologii balistycznych pomiędzy krajami.
Elementy wiedzy o technologiach balistycznych przekazywane są dziś na wielu uniwersytetach krajów wysoko rozwiniętych technologicznie, w ramach normalnych programów studiów akademickich. Interdyscyplinarna wiedza akademicka przekazywana jest na tak wysokim poziomie, iż jej opanowanie przez studentów zagranicznych pozwala na stworzenie pełnych i kompletnych technologii balistycznych przez kraje z których studenci pochodzą. Staje się to jednym z poważnych źródeł proliferacji technologii balistycznych. Według informacji amerykańskich tylko w Stanach Zjednoczonych liczby zagranicznych studentów uczelni technicznych mogących w ramach studiów mieć dostęp do wiedzy o technologiach balistycznych, w zależności od kraju pochodzenia począwszy od roku 1984 wynoszą:
| Kraj       | liczba studentów |
| ---------- | ---------------- |
| Korea Płn. | 98               |
| Iran       | 16 864           |
| Libia      | 408              |
| Syria      | 9308             |
| Chiny      | 121 952          |